# カタリーナ・ワーグナー

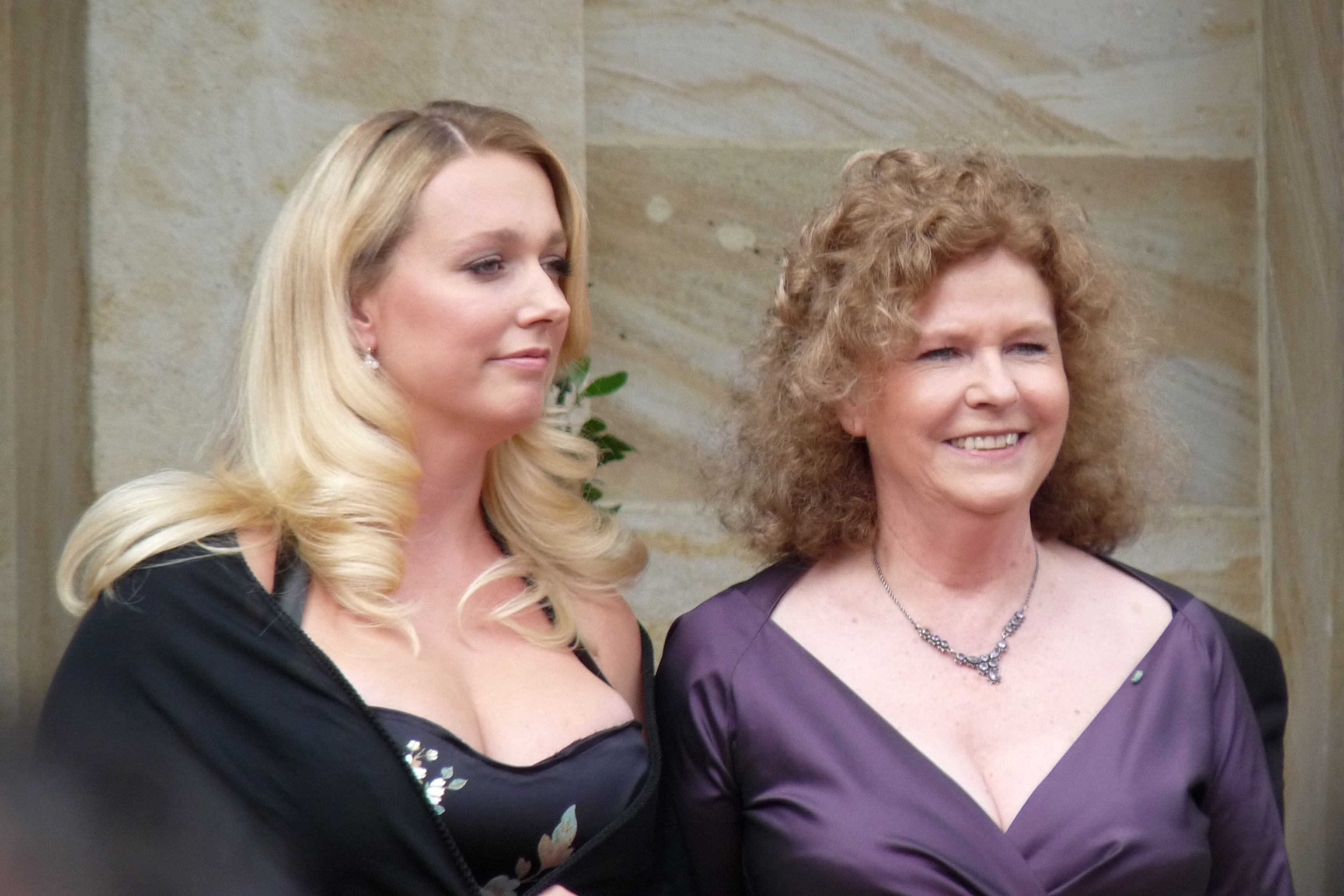
カタリーナ・ワーグナー(左)とエファ・ワーグナー・パスキエ、2009年バイロイト音楽祭にて

カタリーナ・フリーデリケ・ワーグナー（ドイツ語：Katharina Friederike Wagner、1978年5月21日 - ）は、ドイツのオペラ演出家。バイロイト生まれ。バイロイト音楽祭の芸術監督、運営理事長。

## 生涯
カタリーナ・ワーグナーはヴォルフガング・ワーグナーとその2番目の妻グードルン・マックの娘。リヒャルト・ワーグナーの曾孫、フランツ・リストの玄孫に当たる。
バイロイトで生まれ育ち、ベルリン自由大学で演劇学部を専攻した。ハリー・クプファーの演出助手としてベルリン国立歌劇場、バイロイト音楽祭で活動した（1996年『ニュルンベルクのマイスタージンガー』、1999年『ローエングリン』、2002年『タンホイザー』、2004年『パルジファル』）。
2002年、ヴュルツブルクでキャリア初の演出を手掛けた。この演出、並びにメディアを巻き込んで広範な議論を巻き起こしたそれ以降の演出では、父の演出スタイルとは明確に決別した。2007年のバイロイトの『マイスタージンガー』はセンセーションを呼び起こし、彼女自身の芸術スタイルがなお見えていないとして批判を浴びた。
2001年からバイロイト音楽祭で父ヴォルフガングの助手を務め、将来的な後継者と指名されるに至った。彼女自身の功績として、新人の演出家クリストフ・シュリンゲンジーフをバイロイトに招き、バイロイト祝祭劇場の広報を強化するなどしたが、ポピュリズムとの批判を受けた。2007年、プローベ（総稽古）を初めてジャーナリストに公開した。2008年、音楽祭の演目をバイロイトのフォルクスフェスト広場で映像と音声付きで生中継する試みがスタートした。
長年、メディアを中心に、バイロイト音楽祭の将来像について、ときに感情的なトーンを交えて議論が繰り広げられてきたが、2008年4月、ヴォルフガング・ワーグナーが、後任をカタリーナとエファ・ワーグナー・パスキエの2人の娘に任せて引退することを表明した。2人の娘はそれまで一度も会ったことがなかったが、これを受けて2人とも、バイロイト財団の実行委員会に応募し、委員会は2008年9月1日、22票の多数（2票の棄権）で採用を決定した。2015年9月1日より、カタリーナ・ワーグナーが音楽祭の理事長を単独で務めている。
2010/11年度の冬季シーズンより、ベルリン「ハンス・アイスラー」音楽大学の演出学科で名誉教授を務めている。
日本では、2018年に新国立劇場で『フィデリオ』を演出、2019年より東京・春・音楽祭で「子どものためのワーグナー」の芸術監督を務めている。

## 顕彰・会員
- 2007年、バイロイト復活祭音楽祭委員会メンバー。ドイツの出版賞「金のプロメテウス」賞 (Goldener Prometheus) 受賞
- 2012年、バイエルン州文化賞 (Kulturpreis Bayern)
- 2016年、バイエルン州ヨーロッパメダル (Bayerische Europamedaille)

## 演出
- ワーグナー『さまよえるオランダ人』：2002年、ヴュルツブルク（マインフランケン劇場）
- ワーグナー『ローエングリン』：2004年、ブダペスト（国立歌劇場、エルケル劇場）
- ロルツィング『武器の鍛冶屋』：2005年、ミュンヘン（ゲルトナープラッツ国立劇場）
- プッチーニ（音楽）、ジュゼッペ・アダミ、ジョヴァッキーノ・フォルツァーノ（台本）「三部作」：2006年、ベルリン（ドイツ・オペラ）
- ワーグナー『ニュルンベルクのマイスタージンガー』：2007年、バイロイト（祝祭劇場）
- ワーグナー『リエンツィ』：2008年、ブレーメン（劇場）
- ワーグナー『タンホイザー』：2009年、グラン・カナリア諸島のラス・パルマス（ペレス・ガルドス劇場）
- プッチーニ（音楽）、ジュゼッペ・ジャコーザ、ルイージ・イリカ（台本）『蝶々夫人』：2010年、マインツ（国立劇場）
- オイゲン・ダルベール（音楽）、アンヘル・ギメラ、ルドルフ・ロタール（台本）『低地』：2011年、マインツ（国立劇場）
- ワーグナー『トリスタンとイゾルデ』：2015年、バイロイト（祝祭劇場）
- ベートーヴェン『フィデリオ』：2018年、東京（新国立劇場）
- ワーグナー『タンホイザー』：2018年、ライプツィヒ（歌劇場）。ただし、公演中止となる。
- ワーグナー『ローエングリン』：2020年、ライプツィヒ（歌劇場）、予定